# Imta
Imta o Nibia fue un gobernante de la dinastía guti de Sumer entre ca. 2138  a.  C. y 2135  a.  C. (cronología corta).